# JRJP博多ビル

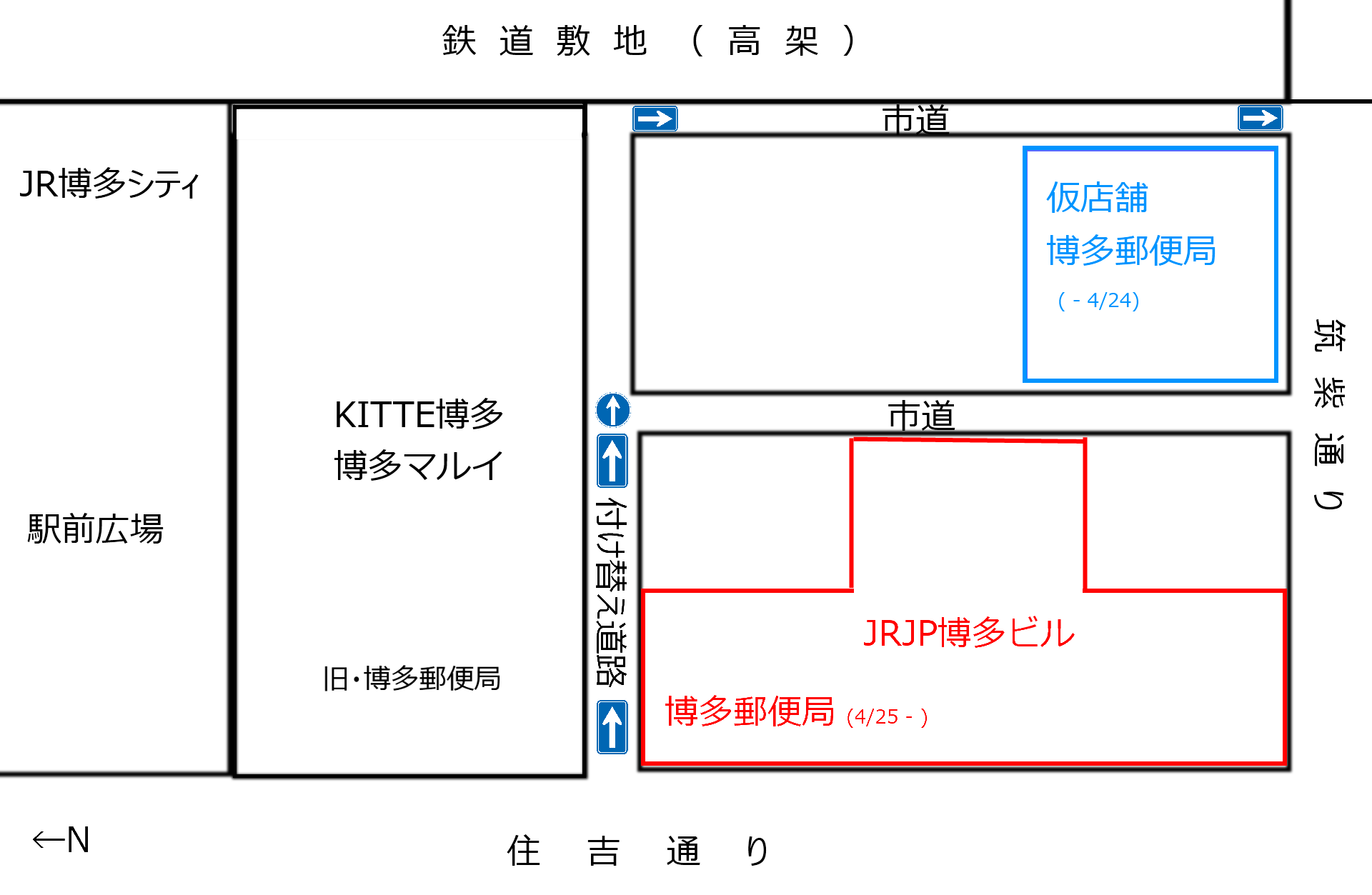
博多駅再開発に伴う博多郵便局の移転状況

JRJP博多ビル（ジェイアールジェイピーはかたビル）は、福岡県福岡市博多区博多駅中央街8番1号にあるオフィスビル。JRJP博多駅ビルと呼ばれることもある。

## 概要
日本郵便とJR九州の共同事業「新博多ビル（仮称）計画」により、旧博多ビル跡地などに建設した高層ビルである。後にビルの名称は「JRJP博多ビル」に変更された。日本郵政が単独で手がけたKITTE博多に隣接する。再開発期間中仮店舗で営業していた博多郵便局等が入居し、2016年（平成28年）4月25日から順次開店した。
なお、隣接敷地との関係から、凸字型のビルになっており、敷地東面の道路にも出入り可能。
本ビルの駐輪場は契約者専用であり、一般用一時駐輪場は扱ってない（北隣のKITTE博多ビルに24時間一時駐輪場あり）。

## 主なテナント

### 2階
- 俺のフレンチ
- すしや コトブキ
- 博多ワイン醸造所 竹乃屋
- STR法律事務所

### 1階
- 博多郵便局
- ゆうちょ銀行博多店
- スターバックス リザーブ
- ローソン

### 過去のテナント
- 在福岡タイ王国総領事館（2019年10月に天神へ移転）
- ハードロックカフェ（ホークスタウンモールの再開発により移転）

## 主な入居企業
- 日本郵便株式会社（博多郵便局、博多北郵便局博多駅前分室）
- ゆうちょ銀行（ゆうちょ銀行：博多店）
- 日本リージャス（リージャスビジネスセンター）
- グロービス（グロービス経営大学院：福岡校）
- 九電工
- 税理士法人さくら優和パートナーズ
- ゼネラルアサヒ
- ベルシステム24
- マイナビ
- LINEヤフーコミュニケーションズ
- YKK AP（九州支社）

## フロア構成

### 地上3階 - 12階
- オフィスフロア

### 地下1階 - 地上2階
- テナントフロア（#テナント）

### 地下2階 - 3階
- 駐車場

## 連絡通路等

### 地上2階
空中回廊（ペデストリアンデッキ）を設けて北隣の「KITTE博多」と直接連絡する。同デッキは、JR博多シティ、博多バスターミナルや、その先の大博通りに面する博多新三井ビル付近の歩道（「博多駅歩行者連絡橋」）及びHEARTSバスステーション博多まで直接連絡する。

### 地上1階
特に無し

### 地下1階
KITTE博多の地下1階と接続する。博多駅前広場地下1階の「アミュ地下」や福岡市地下鉄博多駅コンコースその他に接続。

## ギャラリー

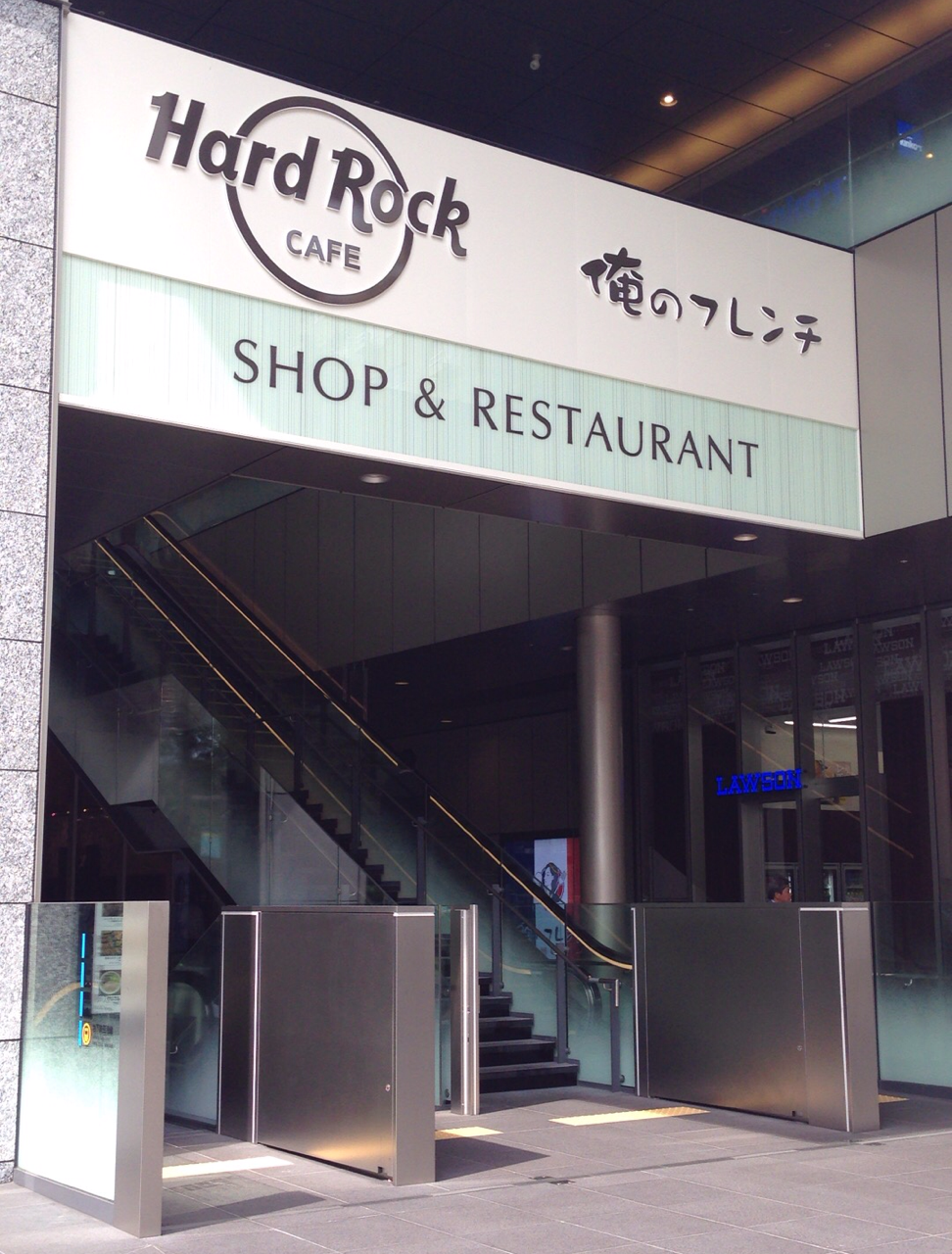
エスカレーター
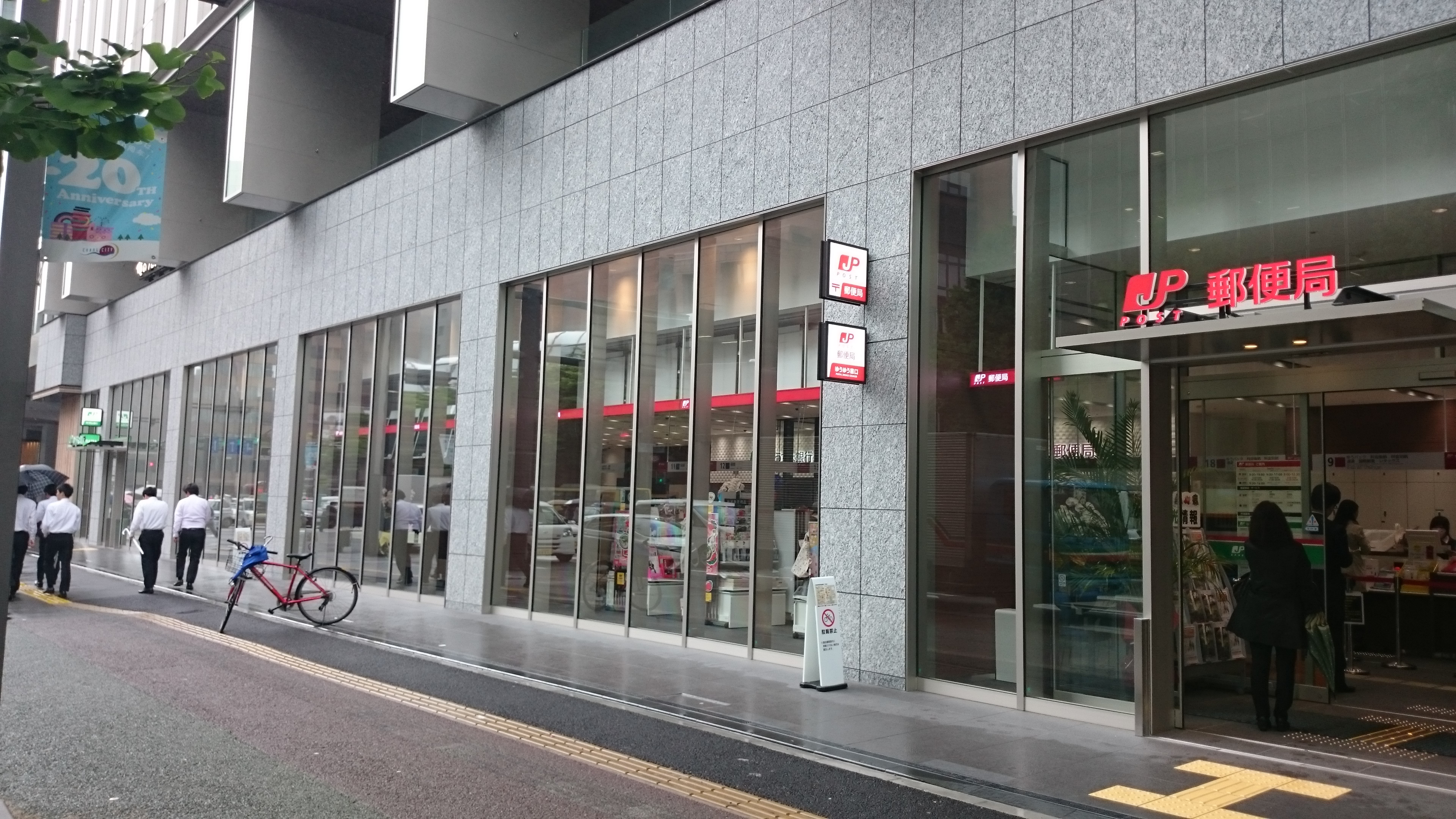
博多郵便局